# Knud Kristiansen
Knud Kristiansen, född 1971, är en grönländsk politiker. I september 2014 blev han partiledare för Atássut, och blev efter valet samma år minister för bostäder, byggande och infrastruktur. 